# Jérôme Haehnel
Jérôme Haehnel (* 14. Juli 1980 in Mülhausen) ist ein ehemaliger französischer Tennisspieler. 2004 gewann er in Metz seinen einzigen ATP-Titel.

## Karriere
Als Junior spielte Haehnel bei allen vier Grand-Slam-Turnieren der Junioren. Am erfolgreichsten schnitt er 1998 bei den US Open ab, als er das Viertelfinale erreichte und dort Roger Federer unterlag. Im Doppel zog er beim selben Turnier Halbfinale ein. Anfang des Jahres konnte er mit demselben Partner, Julien Jeanpierre, die Australian Open gewinnen. Seine beste Platzierung in der Rangliste der Junioren ist der 29. Rang Ende 1998.
Bei den Profis spielte er ab 1998 regelmäßig und schloss dieses Jahr auf Platz 545 der Tennisweltrangliste ab. Er konnte auf der drittklassigen ITF Future Tour zwei Finals erreichen und eines davon gewinnen. Im Jahr 2000 stand er drei weitere Male im Finale und blieb zweimal siegreich, wodurch er das Jahr erstmals in den Top 400 beendete. Mit dem Erreichen des Halbfinals beim Challenger in Tampere 2001 gelang ihm der Sprung auf Platz 277; mit demselben Resultat in Mönchengladbach kam er auf sein zwischenzeitliches Karrierehoch von Platz 250.
Nachdem sich Haehnel 2002 und 2003 die meiste Zeit in den Top 400 hielt, konnte er sich 2004 wieder deutlich steigern. Zunächst zog er in sein drittes Challenger-Halbfinale in Besançon ein. Dann konnte sich der Franzose nach mehreren Anläufen zuvor durch die Qualifikation der French Open kämpfen. Bei seiner Grand-Slam-Premiere stand ihm mit dem Andre Agassi, der Nummer 6 der Welt, in der ersten Runde gleich ein hartes Los gegenüber. Er sorgte für eine große Überraschung und besiegte den Favoriten glatt in drei Sätzen. Gegen seinen Landsmann Michaël Llodra unterlag er in der zweiten Runde in vier Sätzen. Direkt in der Folgewoche zog er in sein erstes Challenger-Finale ein, in dem er Álex Calatrava nicht besiegen konnte. Von da an ging er meist auf höherdotierten Turnieren an den Start. Bei seinem erst zweiten Turnier der ATP Tour in Metz schaffte er aus der Qualifikation heraus den Sprung bis ins Finale, wo er Richard Gasquet in zwei Sätzen schlug. Zuvor hatte er drei weitere Franzosen sowie mit José Acasuso einen Spieler der Top 70 besiegt. Er wurde zum am niedrigsten notierten Spieler, der das Turnier gewinnen konnte. Anfang 2005 konnte er abermals das Challenger-Halbfinale in Besançon erreichen. Es folgten Halbfinals in Sanremo, Grenoble, Mons sowie Finalteilnahmen in Cordenons und Southampton, von denen das letzte zu seinem ersten Challenger-Titel verwandelt werden konnte. Auf der anderen Seite gelang Haehnel kein nachhaltiger Erfolg auf der ATP Tour. Bei den Grand-Slams in Melbourne, Paris und Wimbledon verlor er jeweils zum Auftakt, bei anderen Turnieren spätestens in der zweiten Runde. Sein Karrierehoch erreichte er im Februar 2005 mit Rang 78. Das Jahr beendete er auf Platz 135. Mit dem zweiten und letzten Challenger-Titel im Jahr 2006 in Genf sowie einem weiteren Halbfinale in Grenoble fiel er bis auf Platz 213 Ende des Jahres.
Im Doppel konnte er in dieser Zeit mehr Erfolge feiern. Bei den French Open erreichte er mit Alexandre Sidorenko 2006 das Achtelfinale. Nach vier Halbfinals bei Challengern kam er in Orléans zu seinem ersten Finaleinzug. 2007 in Bergamo bei seinem zweiten Finale und in Rijeka bei seinem vierten konnten sie jeweils den Titel gewinnen. 2008 und 2009 spielte er anschließend kaum noch Turniere und verlor an Boden in der Rangliste. 2009 beendete er seine aktive Karriere.

## Erfolge
| Legende (Anzahl der Siege)  |
| Grand Slam                  |
| ATP World Tour Finals       |
| ATP World Tour Masters 1000 |
| ATP World Tour 500          |
| ATP World Tour 250 (1)      |
| ATP Challenger Tour (4)     |

### Einzel

#### Turniersiege

##### ATP Tour
| Nr. | Datum            | Turnier | Belag     | Finalgegner     | Ergebnis  |
| --- | ---------------- | ------- | --------- | --------------- | --------- |
| 1.  | 17. Oktober 2004 | Metz    | Hartplatz | Richard Gasquet | 7:69, 6:4 |

##### ATP Challenger Tour
| Nr. | Datum            | Turnier     | Belag | Finalgegner    | Ergebnis       |
| --- | ---------------- | ----------- | ----- | -------------- | -------------- |
| 1.  | 23. Oktober 2005 | Southampton | Sand  | Kristian Pless | 6:2, 6:3       |
| 2.  | 27. August 2006  | Genf        | Sand  | Chris Guccione | 7:64, 4:6, 6:3 |

### Doppel

#### Turniersiege
| Nr. | Datum            | Turnier | Belag     | Partner           | Finalgegner                      | Ergebnis         |
| --- | ---------------- | ------- | --------- | ----------------- | -------------------------------- | ---------------- |
| 1.  | 11. Februar 2007 | Bergamo | Hartplatz | Jean-René Lisnard | Kenneth Carlsen Frederik Nielsen | 6:3, 2:6, [10:4] |
| 2.  | 13. Mai 2007     | Rijeka  | Sand      | Jean-René Lisnard | Ivo Klec Lukáš Lacko             | 6:3, 6:4         |